# Shankar Jaikishan
Shankar Jaikishan sono stati un duo di compositori indiani, attivo insieme dal 1949 al 1971 per colonne sonore del cinema indiano, soprattutto quello in lingua hindi. Il nome Shankar-Jaikishan è stato usato fino al 1986.
Il duo era composto da Shankar Singh Raghuvanshi (15 ottobre 1922 - 26 aprile 1987) e Jaikishan Dayabhai Panchal (4 novembre 1929 - 12 settembre 1971).

## Riconoscimenti
- Filmfare Awards
  - 1957: "Best Music Director" (Chori Chori)
  - 1960: "Best Music Director" (Anari)
  - 1961: "Best Music Director" (Dil Apna Aur Preet Parai)
  - 1963: "Best Music Director" (Professor)
  - 1967: "Best Music Director" (Suraj)
  - 1969: "Best Music Director" (Brahmachari)
  - 1971: "Best Music Director" (Pehchaan)
  - 1972: "Best Music Director" (Mera Naam Joker)
  - 1973: "Best Music Director" (Be-Imaan)
- Padma Shri (1968)